# Симбірська духовна семінарія
Симбі́рська духо́вна семіна́рія  — середній навчальний заклад Симбірської єпархії Російської православної церкви, готувала священно-і церковнослужителів. Існувала в 1840-1918 роках.
Будівля семінарії збереглася (вул. Гончарова, 30; пам'ятник архітектури (регіональний)).

## Семінарія
У другій половині XIX століття в Росії було 48 духовних семінарій, як правило, в кожному центрі єпархій.
Духовна семінарія в Симбірську була відкрита 2 (14) вересня 1840 року за ініціативою єпископа Симбірського і Сизранського Анатолія Максимовича.
В кінці XVIII століття на цьому місці стояла двоповерхова будівля - південна частина сучасного корпусу. У 1841 році до будівлі було прибудовано її північну частину, теж двоповерхову. Після пожежі 1864 року будинок було відновлено і він став триповерховим. Остаточного вигляду корпус набув у 1904 р.
Спеціальні навчальні заклади для підготовки священнослужителів Російської православної церкви, семінарії, давали і загальну середню освіту. Програма курсу духовних семінарій разом з духовними училищем містила в собі повний курс класичних гімназій з приєднанням до нього психології, а також початкових основ і короткої історії філософії. Таким чином, діти священнослужителів, що становили основний контингент семінарій, отримували непогану освіту. 
Термін навчання в семінарії становив шість років. З 1863 року, випускники семінарій отримали право на вступ до університету. 
У 1898 році в семінарії навчалося 328 чоловік.
Першим ректором семінарії був призначений настоятель Казанського Зілантового монастиря архімандрит Гавриїл Воскресенський.
У 1887-1890 рр. ректором семінарії був її випускник - М.С. Флоренсов (єпископ Антоній), родич і духовний наставник  богослова П. Флоренського. Флоренсов закінчив Київську духовну академію і в 1878 році стає священиком Троїцького кафедрального собору. Після Симбірська очолює Вологодську єпархію. Пішовши на спокій в Донський монастир, він знайомиться зі студентом Московського університету Павлом Флоренським і до своєї смерті в 1918 р. стає його духовним батьком.
Восени 1918 року частина педагогів і учнів покинула місто з відступаючими білими. 
3 жовтня того ж року на засіданні колегії губернського відділу з народної освіти було прийнято рішення про закриття семінарії.

## Ректори
- Гавриїл (Воскресенський) (1840—1841)
- Герасим (Добросердов) (25 жовтня 1850—1855)
- Серафим (Протопопов) (11 жовтня 1855—1856)
- Гурій (Охотін) (26 березня 1874 — січень 1890)
- Сергій (Ланін) (27 січня 1890—1893)
- Никодим (Боков) (1 березня 1893—1895)
- Протоієрей Андрій (Стернов) (1897—1918)
- Протоієрей В'ячеслав (Рождественський) (затверджений 26 березня 1918)

## Відомі викладачі
- Василь Сбоєв
- Капітон Нєвоструєв

## Відомі слухачі
- Аркадій Пластов